# Onthophilus alternatus
Onthophilus alternatus är en skalbaggsart som först beskrevs av Thomas Say 1825.  Onthophilus alternatus ingår i släktet Onthophilus och familjen stumpbaggar. Inga underarter finns listade i Catalogue of Life.